# سیارک ۸۹۸۰
سیارک ۸۹۸۰ (به انگلیسی: 8980 Heliaca، نامگذاری:4190T-3) هشت هزار و نهصد و هشتادمین سیارک کشف شده‌است که در ۱۶ اکتبر ۱۹۷۷ کشف شد.
قدر مطلق سیارک برابر ۱۳٫۶۰ است.